# Paulo Nunes Leal
Paulo Nunes Leal (Carangola, 1 de julho de 1916 — ?, 2003), foi um coronel do Exército, engenheiro militar e político brasileiro.
Nascido em Minas Gerais, foi nomeado governador do então território de Rondônia, no período de 13 de setembro de 1954 a 5 de abril de 1955, durante o governo do presidente da República Café Filho. Comandou a Caravana Ford, abrindo a ligação rodoviária entre Porto Velho e São Paulo.
Mais tarde foi também deputado federal por Rondônia, eleito pelo PTB. Ocupou a Secretaria Estadual de Transportes gaúcha no mandato do governador Euclides Triches (1971-1975) e elegeu-se mais uma vez para a Câmara, desta vez pela Arena do Rio Grande do Sul, em 1974.
No seu livro O outro braço da cruz, Leal relata que sugeriu a Juscelino Kubitschek, em 1960, a abrir uma rodovia entre Brasília e Rio Branco, lançando o projeto da BR-029, mais tarde BR-364.
É patrono da cadeira 24 da Academia de Letras de Rondônia.

## Família
Em sua vida particular e familiar destaca-se, Victor Nunes Leal, irmão que foi Ministro da Casa Civil e Ministro do Supremo Tribunal Federal, considerado por muitos um dos maiores nomes do meio jurídico do Brasil, jurista e Ministro a ocupar a posição mais importante do magistrado brasileiro. Victor, era amigo íntimo do presidente Juscelino Kubitschek e teve grande importância na história e construção de Brasília.[carece de fontes?]
Alem de Victor, na família se destacada o sobrinho André Costa Leal, empresário, (engenheiro de computação) com uma sólida trajetória de sucesso nacional no mercado de engenharia de software, marketing digital, propaganda e principalmente no mercado financeiro.
Paulo Nunes Leal, faleceu em 2003.